# 安藤博
安藤博（1902年9月25日—1975年2月21日）是一位日本发明家。

## 生平
1902年出生于日本滋贺县滋賀郡膳所町（現大津市膳所），日本电子领域先驱人物，从事广播相关研究。1939年被选为日本十大发明家。

## 发明品
- 多级真空管
- 传真日本改良版[1]
- 放大器电路

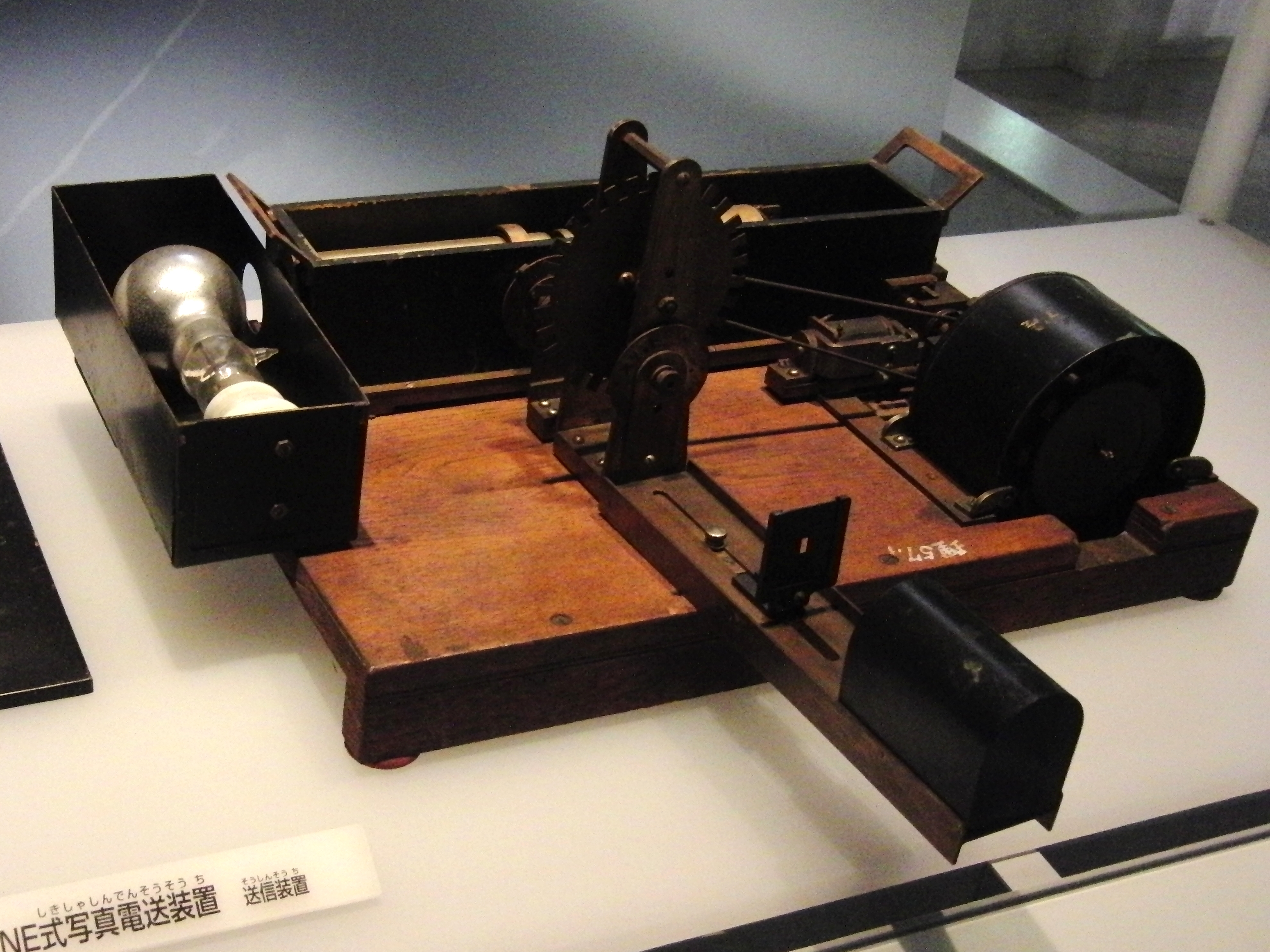
NE式传真发送机， 国立科学博物館蔵。
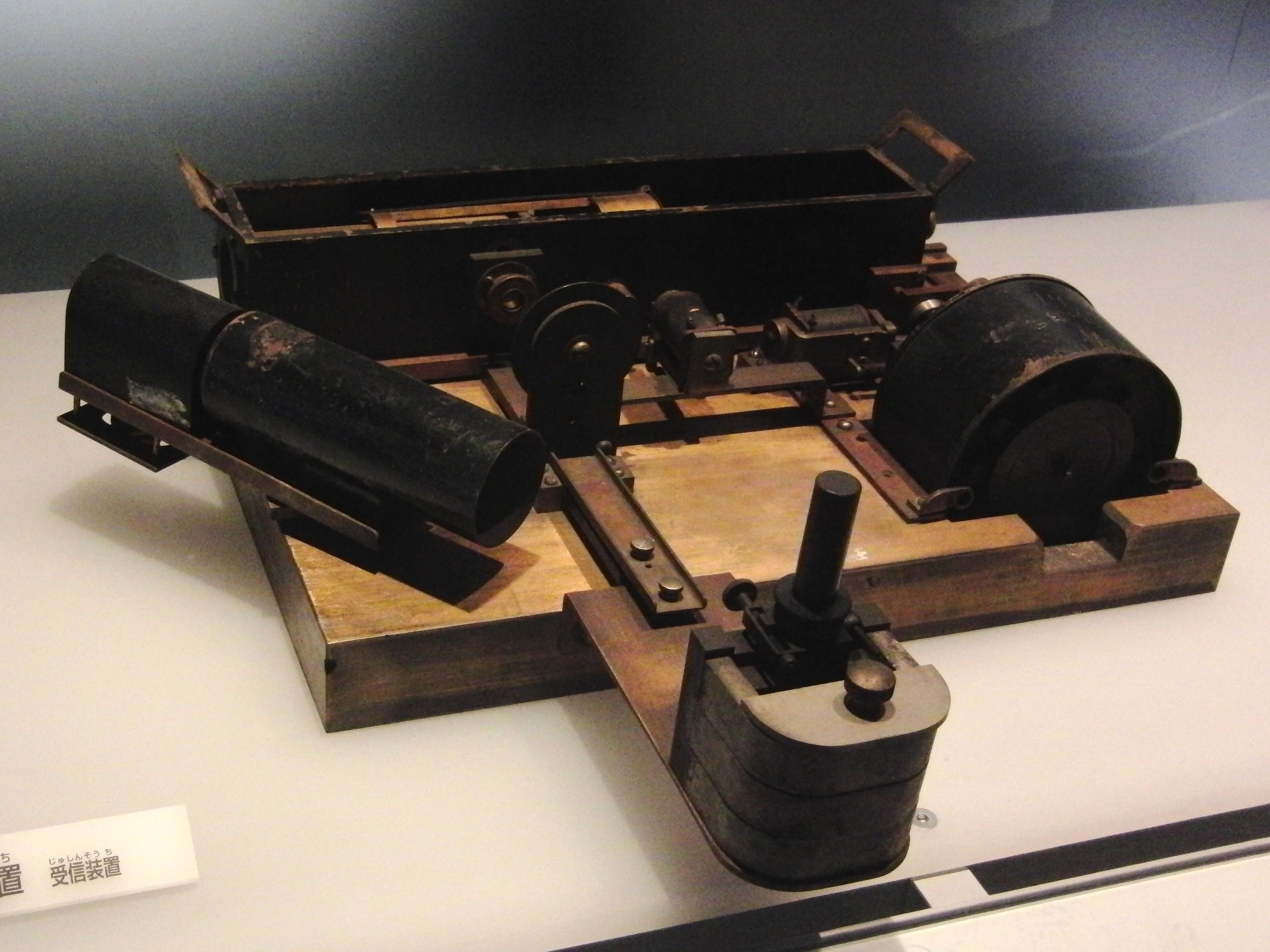
NE式传真接收机， 国立科学博物館蔵。

## 著作
- 『無線電話』（早稻田大学出版部、1922年）
- 「マルコニー氏に会った話」（『アサヒグラフ　第13巻第23号』朝日新聞社、1929年）